# Sânia Lima
Sânia Valéria Passos Lima (Teresina, Piauí, 26 de agosto de 2002) é uma jogadora brasileira que compete em badmínton. Ela ganhou duas medalhas de bronze nos Jogos Panamericanos de 2023, uma na categoria de duplas feminina e outra na categoria duplas mista.

## Biografia
Sânia Lima começou a praticar o badmínton ainda na juventude, junto com sua irmã Sâmia Raquel, em um projeto social de extensão universitária realizado pela Universidade Federal do Piauí (UFPI) que veio a se desenvolver formando o atual complexo de badminton da UFPI, situado em Teresina (Piauí).
Junto com Sayane Lima, Sânia conquistou a medalha de bronze, na categoria duplas sub-17 feminina, além de também ter conquistado a medalha de bronze no simples Sub-17 feminino, no 27º Campeonato Pan-americano Júnior de Badminton realizado em 2018 na Bahia (Brasil). Desde então ela foi se destacando na modalidade.
Em 2023, ela foi escolhida "Atleta do Ano" pelo Comitê Olímpico Brasileiro (COB).
Durante os Jogos Panamericanos de Santiago do Chile, realizados em 2023, Sânia se destacou ainda mais no plano internacional, quando obteve duas medalhas de bronze no badmínton na categoria dupla feminina, com a também piauiense Juliana Viana Vieira, e na categoria dupla mista com o carioca Davi Silva.

## Premiações internacionais
| Jogos Panamericanos | Jogos Panamericanos | Jogos Panamericanos | Jogos Panamericanos |
| Ano                 | Local               | Medalha             | Prova               |
| ------------------- | ------------------- | ------------------- | ------------------- |
| 2023                | Santiago Chile      | Medalha de bronze   | Duplas feminina     |
| 2023                | Santiago Chile      | Medalha de bronze   | Duplas mista        |